# Abwicklung (Wirtschaft)
Der Begriff Abwicklung bezeichnet in der Betriebswirtschaftslehre im Allgemeinen die Erfüllung (rechtskonforme Abwicklung) eines Rechtsgeschäfts; im übertragenen Sinn kann es auch eine ordnungsgemäße Liquidation eines Unternehmens bezeichnen.

## Allgemeine Bedeutung
Speziell bedeutet Abwicklung die Durchführung eines Handelsgeschäfts oder einer sonstigen Transaktion im Sinne der Formulierung „ein Geschäft abwickeln“. Spezielle Formen sind die Buchungsvorgänge zwischen Geschäfts- und/oder Zentralbanken (Abwicklung des Zahlungsverkehrs) und Geschäftsvorfälle im Finanzwesen (Settlement im Wertpapier-, Derivate- oder Devisenhandel). Im Finanzmanagement wird diese Bezeichnung deshalb auch auf diejenige Abteilung übertragen, die für die Bestätigung und den Zahlungsverkehr eines Finanzinstrumentes zuständig ist. Die Aufgaben, Zuständigkeiten und Prozesse dieser Abteilung sind im Artikel Abwicklung (Finanzmanagement) beschrieben.
Das Rückgängigmachen des Rechtsgeschäfts ist die Rückabwicklung.

## Liquidation
Außerdem bezeichnet Abwicklung die Kreditabwicklung im Kreditgeschäft, der Versuch der Realisierung offener Forderungen aus notleidenden Krediten sowie das geordnete Einstellen einer aufgegebenen bzw. aufzugebenden Organisation, zum Beispiel eines zu liquidierenden Unternehmens. Hierbei werden – nach Sichtung aller Aktiva und Passiva – alle ausstehenden finanziellen Transaktionen unter einer Aufsicht (Insolvenz- bzw. Konkursverwalter) kontrolliert abgewickelt. Ende der Abwicklung eines aufgelösten Unternehmens ist der endgültige Abschluss des Kassenbuchs. Bei Produktionsbetrieben spricht man auch von Stilllegung eines Werks. Der analoge Vorgang bei treuhänderischen Institutionen ist etwa im deutschen Recht die Kanzleiabwicklung, die Betreuung der Mandanten eines ehemaligen Rechtsanwalts.